# William Baldwin (jesuit)
William Baldwin (alternativt William Bawden), född 1563 i Cornwall, död 28 september 1632 i Saint-Omer, var en engelsk jesuitisk präst. Han började studera vid Exeter College i Oxford den 20 december 1577. Efter fem års studier började Baldwin istället vid English College i Douai innan han den 31 december 1582 tillfälligt flyttade till Reims. 1583 flyttade han till Rom, där han påbörjade sina studier vid Collegium Anglorum. Baldwin prästvigdes 1588 och arbetade ett år i Peterskyrkan. Efter att hans hälsa försämrades förflyttades han till Belgien, där han 1590 gick med i Jesuitorden.
Sent 1594 eller tidigt 1595 sändes Baldwin till Spanien, men tillfångatogs av den engelska flottan och blev transporterad som en fånge till England. Ingen dom fastställdes mot honom och han frisläpptes. Baldwin blev kvar i England i sex månader, boende hos Richard Cotton i Warblington, Hampshire, innan han återkallades till Rom. Hans hälsa försämrades åter och Baldwin flyttade till Bryssel under antingen 1599 eller 1600. Där stannade han i tio år, men under sin tid i Belgien blev han anklagad av kronrådet för förräderi; Baldwin ansågs ha varit en medhjälpare till Henry Garnet och John Gerard under krutkonspirationen. Han ansågs även ha förhandlat med Frederick Spinola gällande den spanska invasionen av England. 1610 hade Baldwin ett ärende i Rom och under sin vistelse där tillfångatogs han och transporterades till England. Väl där fängslades han i Towern och, trots att inget kunde bevisa hans medverkan i varken krutkonspirationen eller den spanska invasionen, fick sitta fängslad i åtta år fram till den 15 juni 1618. Diego Sarmiento de Acuña, greve av Gondomar hjälpte till att få igenom frisläppningen och Baldwin bannlystes från England. 1621 arbetade Baldwin i Leuven och året därpå i Saint-Omer, där han avled den 28 september 1632.